# كأس ويلز 1973–74
كأس ويلز 1973–74 (بالإنجليزية: 1973–74 Welsh Cup)‏ هو موسم من كأس ويلز. فاز فيه كارديف سيتي.